# Кантонијера Туго (Парма)
Кантонијера Туго је насеље у Италији у округу Парма, региону Емилија-Ромања.
Према процени из 2011. у насељу је живело 10 становника. Насеље се налази на надморској висини од 865 м.